# العلاقات المدغشقرية الناوروية
العلاقات المدغشقرية الناوروية هي العلاقات الثنائية التي تجمع بين مدغشقر وناورو.

## مقارنة بين البلدين
هذه مقارنة عامة ومرجعية للدولتين:
| وجه المقارنة                                              | مدغشقر                      | ناورو                          |
| --------------------------------------------------------- | --------------------------- | ------------------------------ |
| المساحة (كم2)                                             | 587.04 ألف                  | 21                             |
| عدد السكان (نسمة)                                         | 25.57 مليون                 | 10.08 ألف                      |
| الكثافة السكانية (ن./كم²)                                 | 43.56                       | 48.00 ألف                      |
| العاصمة                                                   | أنتاناناريفو                | ضاحية يارين                    |
| اللغة الرسمية                                             | اللغة الملغاشية، لغة فرنسية | اللغة الناورونية، لغة إنجليزية |
| العملة                                                    | أرياري مدغشقري              | دولار أسترالي                  |
| الناتج المحلي الإجمالي (بليون دولار)                      | 11.50 مليار                 | 113.88 مليون                   |
| الناتج المحلي الإجمالي (تعادل القوة الشرائية) بليون دولار | 35.51 مليار                 | 162.98 مليون                   |
| الناتج المحلي الإجمالي الاسمي للفرد دولار أمريكي          | 401                         | 9.83 ألف                       |
| الناتج المحلي الإجمالي للفرد دولار أمريكي                 | 1.44 ألف                    |                                |
| مؤشر التنمية البشرية                                      | 0.510                       |                                |
| رمز المكالمات الدولي                                      | +261                        | +674                           |
| رمز الإنترنت                                              | .mg                         | .nr                            |
| المنطقة الزمنية                                           | ت ع م+03:00                 | ت ع م+12:00                    |

## منظمات دولية مشتركة
يشترك البلدان في عضوية مجموعة من المنظمات الدولية، منها:
| علم المنظمة | اسم المنظمة                                 | تاريخ انضمام مدغشقر | تاريخ انضمام ناورو |
| ----------- | ------------------------------------------- | ------------------- | ------------------ |
|             | مجموعة دول أفريقيا والكاريبي والمحيط الهادئ | ?                   | ?                  |
|             | منظمة الشرطة الجنائية الدولية               | ?                   | ?                  |
|             | يونسكو                                      | 10 نوفمبر 1960      | 17 أكتوبر 1996     |
|             | منظمة حظر الأسلحة الكيميائية                | ?                   | ?                  |
|             | الاتحاد البريدي العالمي                     | ?                   | ?                  |
|             | الأمم المتحدة                               | 20 سبتمبر 1960      | 14 سبتمبر 1999     |
|             | الاتحاد الدولي للاتصالات                    | 11 مايو 1961        | 10 يونيو 1969      |